# Stawros Gawriil
Stawros Gawriil (grec. Σταύρος Γαβριήλ; ur. 29 stycznia 2002 w Nikozji) – cypryjski piłkarz grający na pozycji ofensywnego pomocnika. W sezonie 2020/2021 występuje w klubie APOEL FC. Posiada również obywatelstwo greckie.

## Kariera klubowa

### APOEL FC
Gawriil zadebiutował w barwach APOEL-u 31 października 2020 roku w meczu z Apollonem Limassol (1:1). Pierwszą bramkę piłkarz ten strzelił 10 kwietnia 2021 roku w wygranym 1:0 spotkaniu przeciwko Enosis Neon Paralimni. Do 4 maja 2021 roku Cypryjczyk rozegrał dla APOEL-u FC 17 meczów, strzelając jednego gola.

## Kariera reprezentacyjna
Gawriil grał dla młodzieżowych reprezentacji Cypru: U-17 (9 spotkań, bez bramek), U-19 (2 spotkania, bez bramek) oraz U-21 (2 spotkania, bez bramek).
| Nr | Reprezentacja | Przeciwko       | Ranga                       | Data              | Gole | Wynik (czer. przegrane) |
| -- | ------------- | --------------- | --------------------------- | ----------------- | ---- | ----------------------- |
| 1  | Cypr U-17     | Austria U-17    | Mecz towarzyski             | 4 września 2018   | 0    | 3:1                     |
| 2  | Cypr U-19     | Austria U-18    | Mecz towarzyski             | 18 lutego 2021    | 0    | 0:1                     |
| 3  | Cypr U-21     | Portugalia U-21 | EURO U-21 2021 – eliminacje | 15 listopada 2020 | 0    | 2:1                     |